# Trochosa tristicula phegeia
Trochosa tristicula là một phân loài nhện trong họ Lycosidae.
Loài này thuộc chi Trochosa. Trochosa tristicula phegeia được Eugène Simon miêu tả năm 1909.